# 山田靑子
山田 靑子（やまだ せいこ、1978年3月22日 - ）は、富山県出身の女性バドミントン選手。
2003年の世界バドミントン選手権大会で山本静香とのペアで銅メダルを獲得した。2004年アテネオリンピックにも山本とのペアでアテネオリンピック日本選手団として出場している。
のちにアメリカンベイプ岐阜（旧・岐阜トリッキーパンダース）で監督やマネジャーを務めた。